# Pamela Mordecai
Pamela Claire Mordecai (sinh năm 1942) là một nhà thơ, tiểu thuyết gia, nhà văn truyện ngắn, học giả và nhà nhân học người Jamaica sống ở Canada.

## Tiểu sử
Sinh ra ở Kingston, Jamaica, cô học trung học ở Jamaica và Trường Cao đẳng Thánh Tâm Newton ở Newton, MA, nơi cô học văn bằng tiếng Anh đầu tiên. Một giáo viên ngôn ngữ được đào tạo với bằng tiến sĩ tiếng Anh của Đại học West Indies, cô đã dạy ở cấp trung học và đại học, giáo viên được đào tạo, chỉnh sửa một tạp chí học thuật, và làm việc trong truyền thông, đặc biệt là truyền hình và xuất bản.
Mordecai đã viết các bài báo về văn học, giáo dục và xuất bản Caribe, và đã hợp tác, hoặc chính cô ấy đã viết, hơn 30 cuốn sách, bao gồm sách giáo khoa, sách thiếu nhi, sáu cuốn thơ cho người lớn, một bộ tiểu thuyết ngắn, tiểu thuyết và với chồng, Martin Mordecai) một tác phẩm tham khảo về Jamaica. Cô đã chỉnh sửa một số tuyển tập, bao gồm cả loạt Sunsong. Những bài thơ và câu chuyện của cô cho trẻ em được thu thập rộng rãi và đã được sử dụng trong sách giáo khoa ở Anh, Canada, Mỹ, Tây Phi, Caribbean và Malaysia. Truyện ngắn của cô đã được xuất bản trên các tạp chí và tuyển tập ở vùng Caribbean, Mỹ và Canada. Thơ của cô đã được đưa vào tuyển tập Con gái châu Phi năm 1992. Vở kịch El Numero Uno của cô đã có buổi ra mắt thế giới vào tháng 2 năm 2010 tại Nhà hát Lorraine Kimsa dành cho giới trẻ ở Toronto, Canada.
Mordecai đã sống ở Canada từ năm 1994, nhưng kinh nghiệm vùng Caribe, cả trong khu vực và trong cộng đồng người di cư, tiếp tục là mối bận tâm quan trọng trong bài viết của cô. Năm 2013, cô được Viện Jamaica trao tặng Huy chương Đồng Musgrave. Vào mùa xuân năm 2014, cô là thành viên của cộng đồng nghệ sĩ Yaddo  tại Saratoga Springs, New York.

## Công trình
- Người phụ nữ Jamaica (chủ biên, với Mervyn Morris) (1980), tuyển tập. ISBN 0-435-98600-7
- New Caribbean Junior Reader 3 (với Grace Walker Gordon) (1985, phiên bản mới 2004). ISBN 0-602-22675-9 Mã số   0-602-22675-9.
- New Caribbean Junior Reader 4 (với Grace Walker Gordon) (1986, phiên bản mới 2004). ISBN 0-602-22676-7 Mã số   0-602-22676-7.
- Hành trình thơ (1987), thơ. ISBN 976-8001-17-8 Mã số   976-8001-17-8
- Đầu đọc trẻ sơ sinh Caribbean 1 (với Grace Walker Gordon) (1987). ISBN 978-0-602-26961-6 Mã số   980-0-602-26961-6.
- Từ sân của chúng tôi: Thơ ca Jamaica kể từ khi độc lập (chủ biên) (1987), tuyển tập. ISBN 976-8017-04-X Mã số   976-8017-04-X.
- Truyện thơ: một tuyển tập đầu tiên (1987), thơ cho thiếu nhi. ISBN 0-602-22876-X Mã số   0-602-22876-X.
- Tên thật của cô ấy (chủ biên, với Elizabeth Wilson) (1989), tuyển tập. ISBN 0-435-98906-5 Mã số   0-435-98906-5.
- Đừng bao giờ đánh thức con rắn (1991), những bài thơ và câu chuyện dành cho trẻ em. ISBN 976-8070-07-2 Mã số   976-8070-07-2.
- Sunsong Tide Rising (chủ biên, với tuyển tập Grace Walker Gordon) (1994). ISBN 0-582-08690-6 Mã số   0-582-08690-6.
- de Man: một bài thơ biểu diễn (1995), thơ. ISBN 0-920813-23-2 Mã số   0-920813-23-2.
- Cá vàng của Ezra và những câu chuyện khác (1995), thơ cho trẻ em. ISBN 978-976-8139-59-7 Mã số   979-976-8139-59-7.
- Rohan Goes to Big School (2000), câu chuyện dành cho trẻ em. ISBN 978-0-19-915863-8 Mã số   980-0-19-915863-8.
- Cuộc diễu hành trang phục (2000), câu chuyện cho trẻ em. ISBN 978-0-19-915865-2 Mã số   980-0-19-915865-2.
- Chứng nhận (2001), thơ. ISBN 0-86492-295-7 Mã số   0-86492-295-7.
- Văn hóa và Hải quan Jamaica (với Martin Mordecai) (2001). ISBN 0-313-30534-X Mã số   0-313-30534-X.
- The True Blue of Islands (2005), thơ. ISBN 1-894528-01-8 Mã số   1-894528-01-8.
- Thẻ gọi điện: Thơ mới từ phụ nữ Caribbean / Canada (chủ biên) (2005). ISBN 1-894528-02-6 Mã số   1-894528-02-6.
- Pink Icing và những truyện khác (2006), truyện ngắn. ISBN 978-1-897178-32-4 Mã số   980-1-897178-32-4.
- El Numero Uno, do Nhà hát Young People ủy quyền, ra mắt thế giới tại Toronto, Canada, vào năm 2010.
- New Junior English Revised (with Haydn Richards và Grace Walker Gordon) (2012). ISBN 978-1-4082-8259-5 Mã số   980-1-4082-8259-5.
- Sonnets lật đổ (2012), thơ. ISBN 978-1-894770-94-1 Mã số   980-1-894770-94-1.
- Áo khoác đỏ: một cuốn tiểu thuyết (2015), tiểu thuyết, ISBN 978-1459729407.
- de book of Mary: một bài thơ biểu diễn (2015), thơ, ISBN 978-1927494684